# Dave Charlton
Dave Charlton (Brotton, Yorkshire, Groot-Brittannië, 27 oktober 1936 – Johannesburg, 24 februari 2013) was een Formule 1-coureur uit Zuid-Afrika. Hij reed in 1965, 1967, 1968 en van 1970 t/m 1975 11 Grands Prix voor de teams Lotus, Brabham en McLaren.